# Parafia św. Jadwigi Śląskiej w Krośnie Odrzańskim
Parafia pw. św. Jadwigi Śląskiej w Krośnie Odrzańskim – rzymskokatolicka parafia, należąca do dekanatu Krosno Odrzańskie, diecezji zielonogórsko-gorzowskiej, metropolii szczecińsko-kamieńskiej w Polsce, erygowana we wrześniu 1945.

## Miejsca kultu

### Kościół parafialny
- Kościół św. Jadwigi Śląskiej w Krośnie Odrzańskim

### Kościoły filialne
- Kościół Najświętszego Serca Pana Jezusa w Gostchorzu
- Kościół św. Andrzeja Apostoła w Krośnie Odrzańskim
- Kaplica szpitalna w Krośnie Odrzańskim
- Kaplica domowa w Krośnie Odrzańskim
- Kościół w Sarbi

## Proboszczowie
- ks. Stanisław Jankowski (1945-1947)
- ks. Józef Pawłowicz (1947-1961)
- ks. Tadeusz Sorys (1961-1968)
- ks. Stanisław Garncarz (1968-1991)
- ks. Mieczysław Pytka (1991-2005)
- ks. Ireneusz Łuczak (2005-2012)
- ks. kan. Zbigniew Samociak (1.08.2012 – 30.09.2023)
- ks. kan. dr Bogusław Grzebień (od 1.10.2023)

## Grupy parafialne
Grupy parafialne: ministranci, schola parafialna, żywy różaniec, parafialny zespół „Caritas”, animatorzy grup do bierzmowania, chór.